# Farkhunda Malikzada
Farkhunda Malikzada, född 1987 i Kabul i Afghanistan, var en afghansk kvinna som stenades till döds av en grupp män i Kabul den 19 mars 2015. Hon stenades efter att ha anklagats av en mulla för att ha bränt koranen. I själva verket brände hon en tawiz, en amulett som en annan kvinna fått av mullan för att bota sin son.
Det hela började med att Farkhunda grälade med en mulla som falskeligen anklagade henne för att ha bränt koranen. En stor skara människor omringade henne och skrek att hon måste dö för att ha bränt koranen. Polisen försökte till en början att skydda Farkhunda, men övermannades efter ett tag av folkhopen. Pöbeln slog och sparkade Farkhunda och angrep henne med käppar och stenar. Slutligen körde man över henne med en bil och släpade henne efter denna.